# Heilbronner Falken
Heilbronner Falken (tyska: [haɪ̯lˌbʁɔnɐ ˈfalkn̩] ( lyssna)) är en ishockeyklubb från Heilbronn i Tyskland. Klubben bildades år 1980 som REV Heilbronn och spelar sedan i den tyska andraligan DEL 2 efter att ha blivit Oberligamästare 2007. Heilbronner Falkens klubbmärke består av ett falkhuvud i blått, vitt och rött.
Laget spelar sina hemmamatcher i den 2002 års invigda Kolbenschmidt Arena som har en kapacitet på 4 000 åskådare.